# Mitten Buttes occidentali e orientali

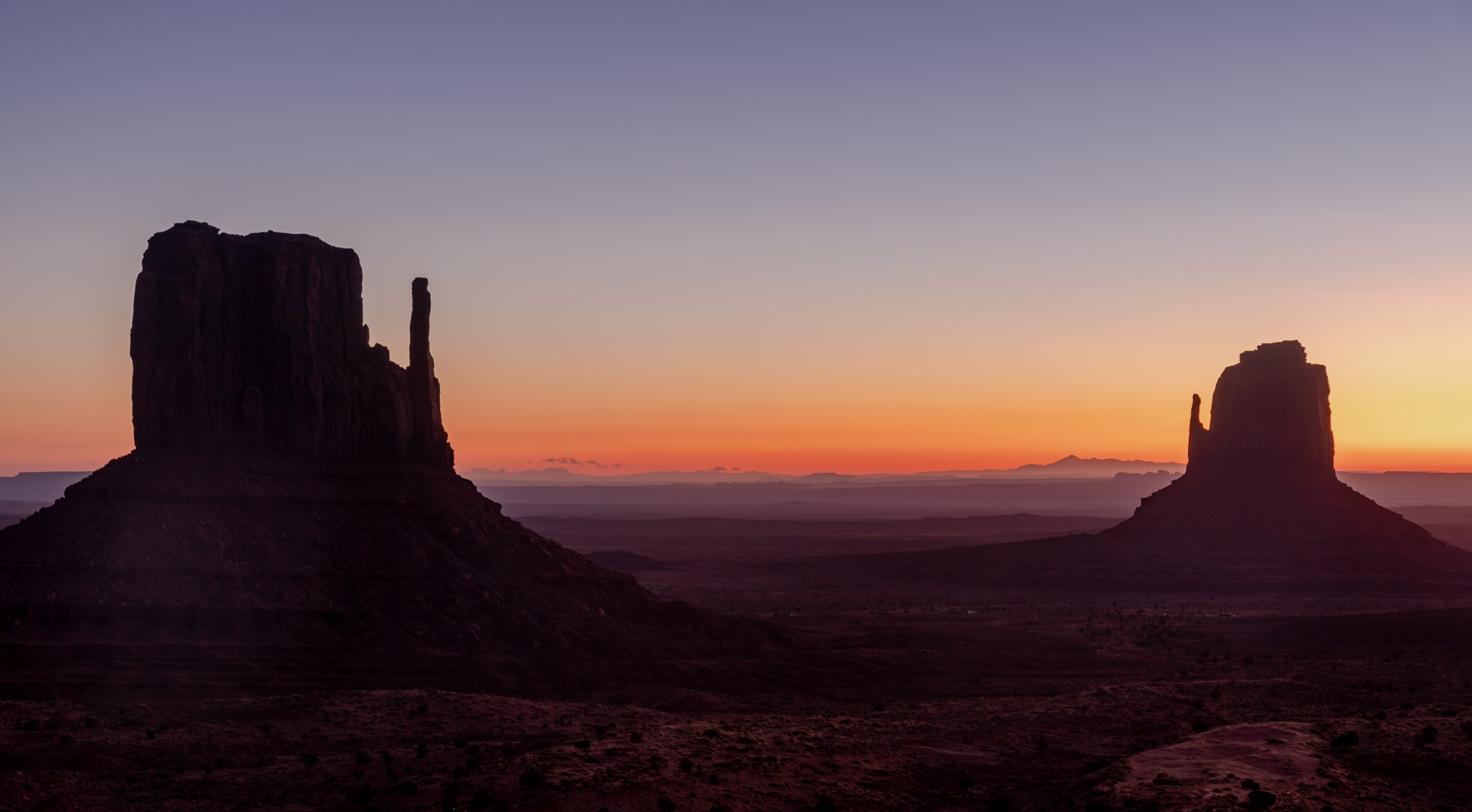
West Mitten Butte (sinistra) e East Mitten Butte (destra)

I West e East Mitten Buttes (noti anche come i Mittens) sono due butte nel parco tribale Navajo della Monument Valley, nel nord-est della contea di Navajo, in Arizona. Se visti da sud, i butte somigliano a due guanti giganti con i pollici rivolti verso l'interno.

## Descrizione
I Mittens si trovano a circa 0.6 miglia (0,97 km) dal confine di stato tra Arizona e Utah e West Mitten Butte è 1.1 miglia (1.8 km) a nord-est della sede del parco.
La vetta del West Mitten Butte è alta 6,176 piedi (1.882 m), mentre quella di East Mitten Butte è di 6,226 piedi (1.898 m) in elevazione. I Mittens formano un triangolo con il Merrick Butte a sud e, insieme a Sentinel Mesa, un altopiano più esteso verso nord-ovest. Alla fine di marzo e metà settembre, per pochi giorni soltanto al tramonto, si verifica l'ombra del guanto, quando l'ombra del guanto occidentale appare sul guanto orientale.
I buttes sono costituiti da tre principali strati rocciosi. Lo strato più basso è Organ Rock Shale, quello centrale è De Chelly Sandstone, e lo strato superiore è la Formazione Moenkopi, ricoperta dal Conglomerato Shinarump.

## Galleria di immagini

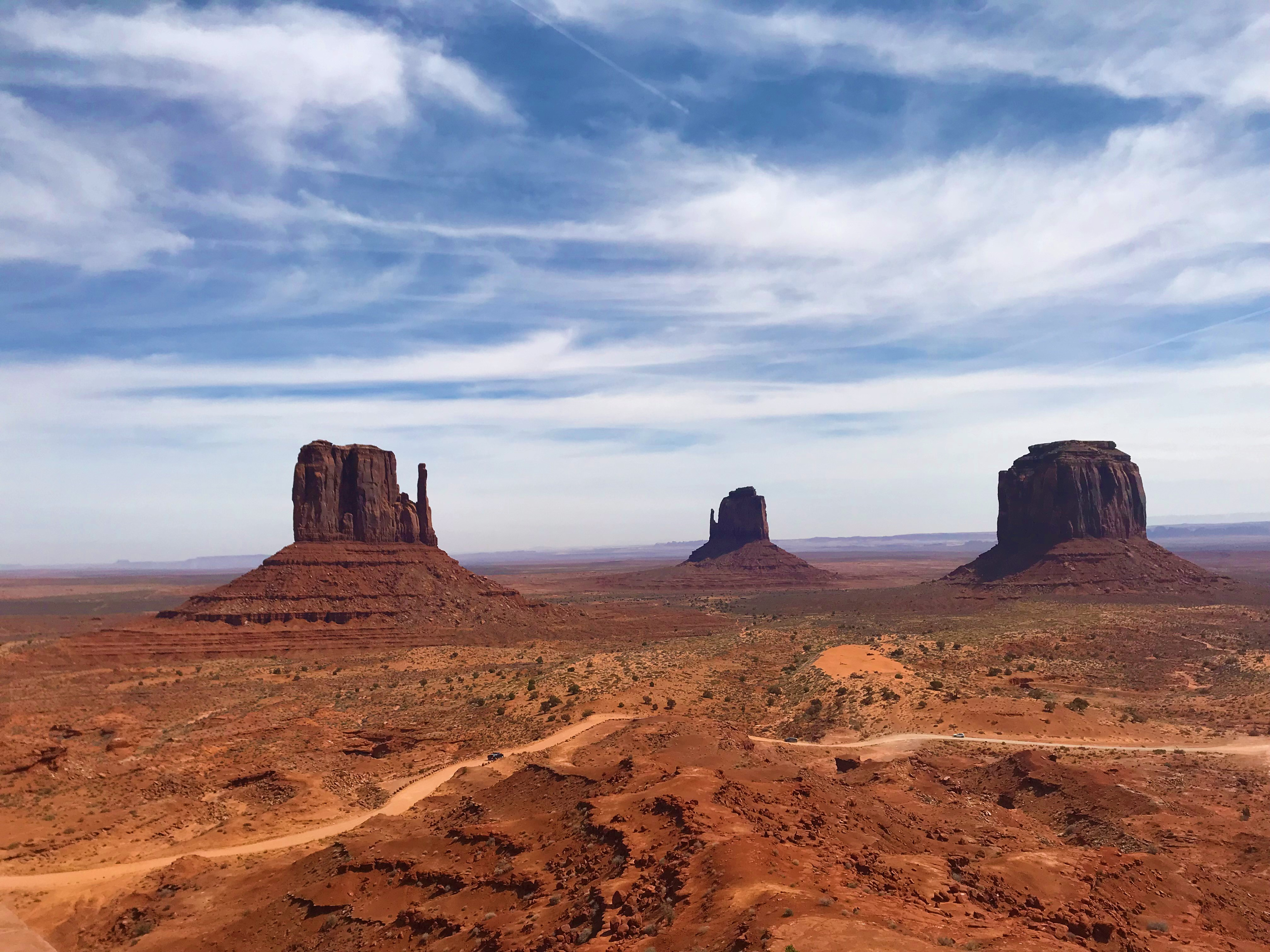
West Mitten Butte, East Mitten Butte e Merrick Butte
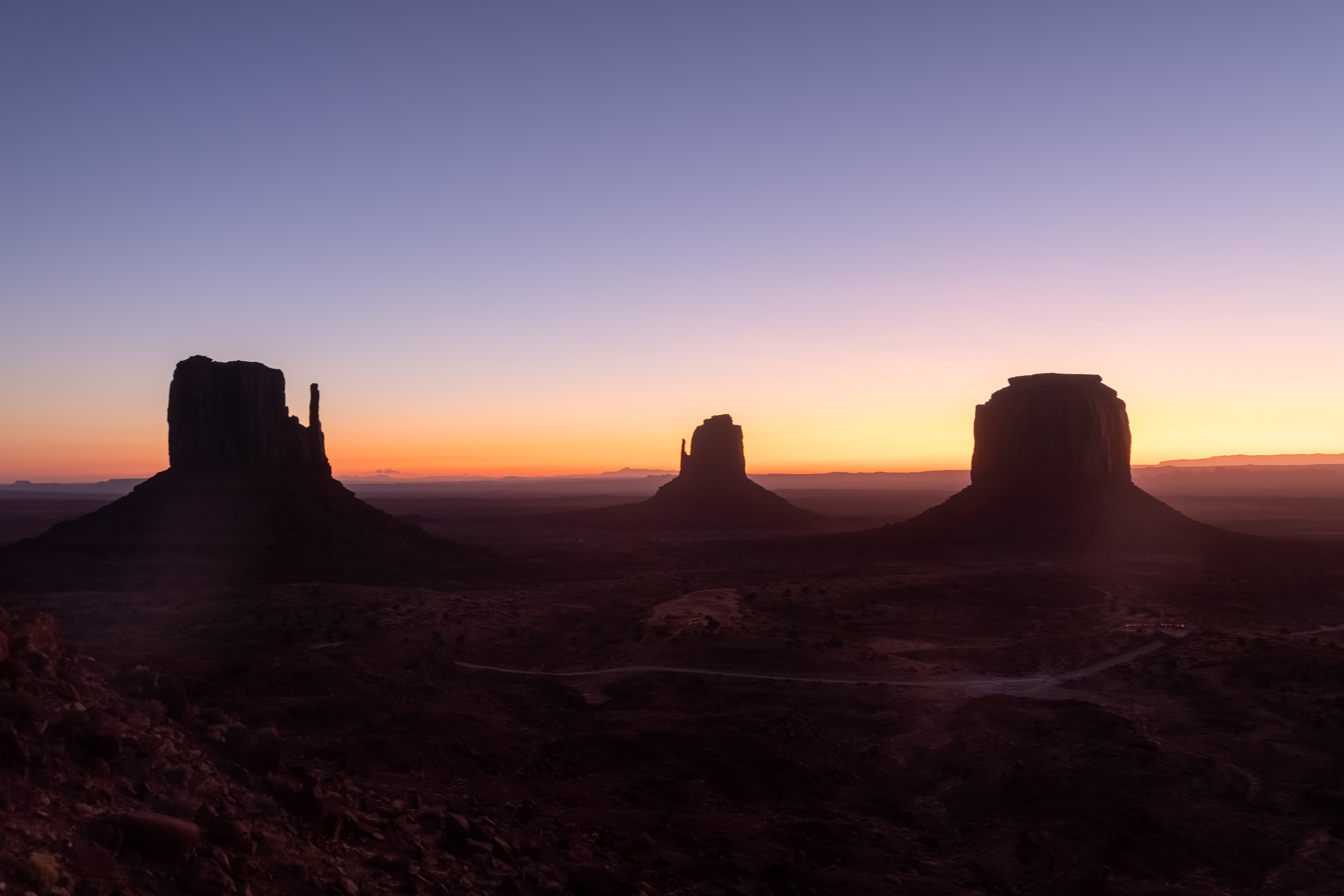
West Mitten Butte, East Mitten Butte e Merrick Butte prima dell'alba
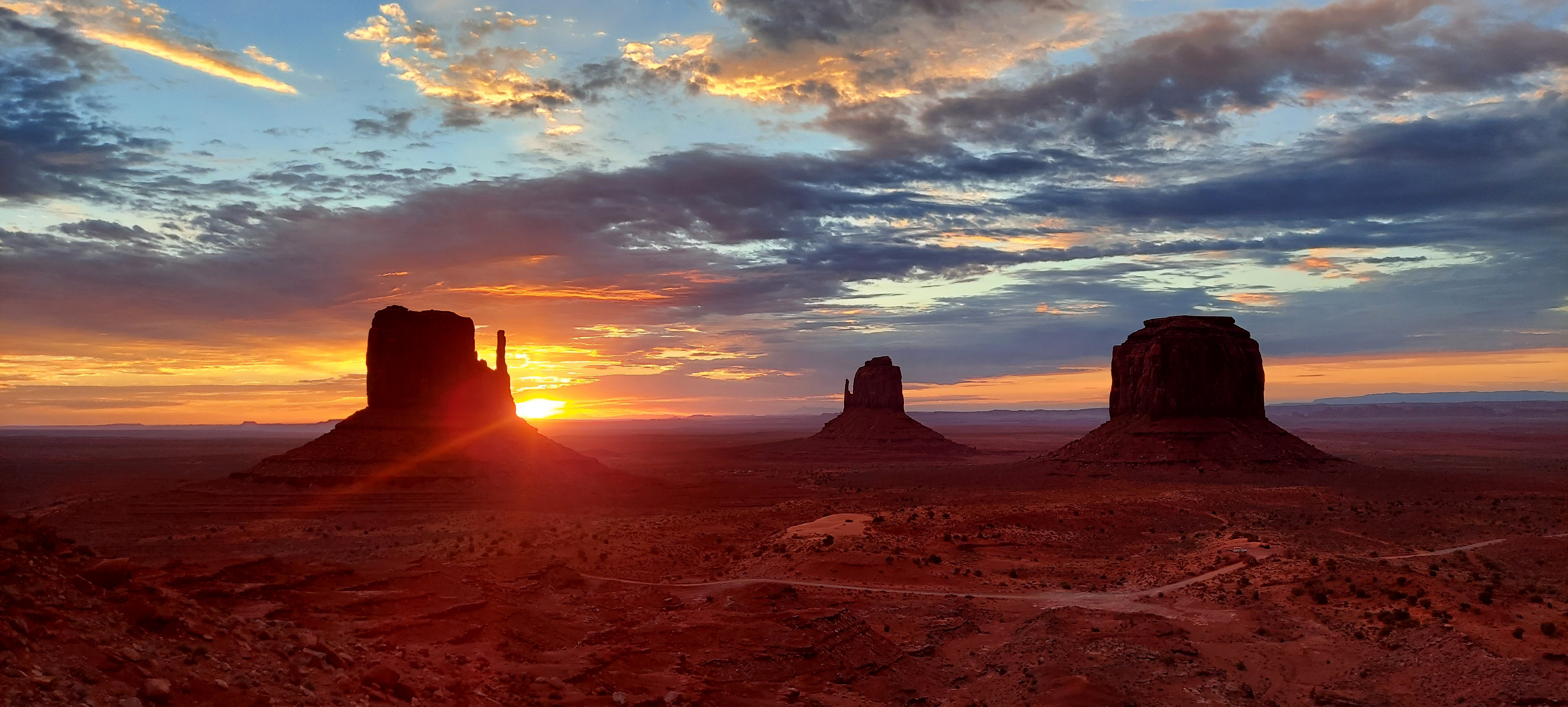
Alba sui Mitten Buttes
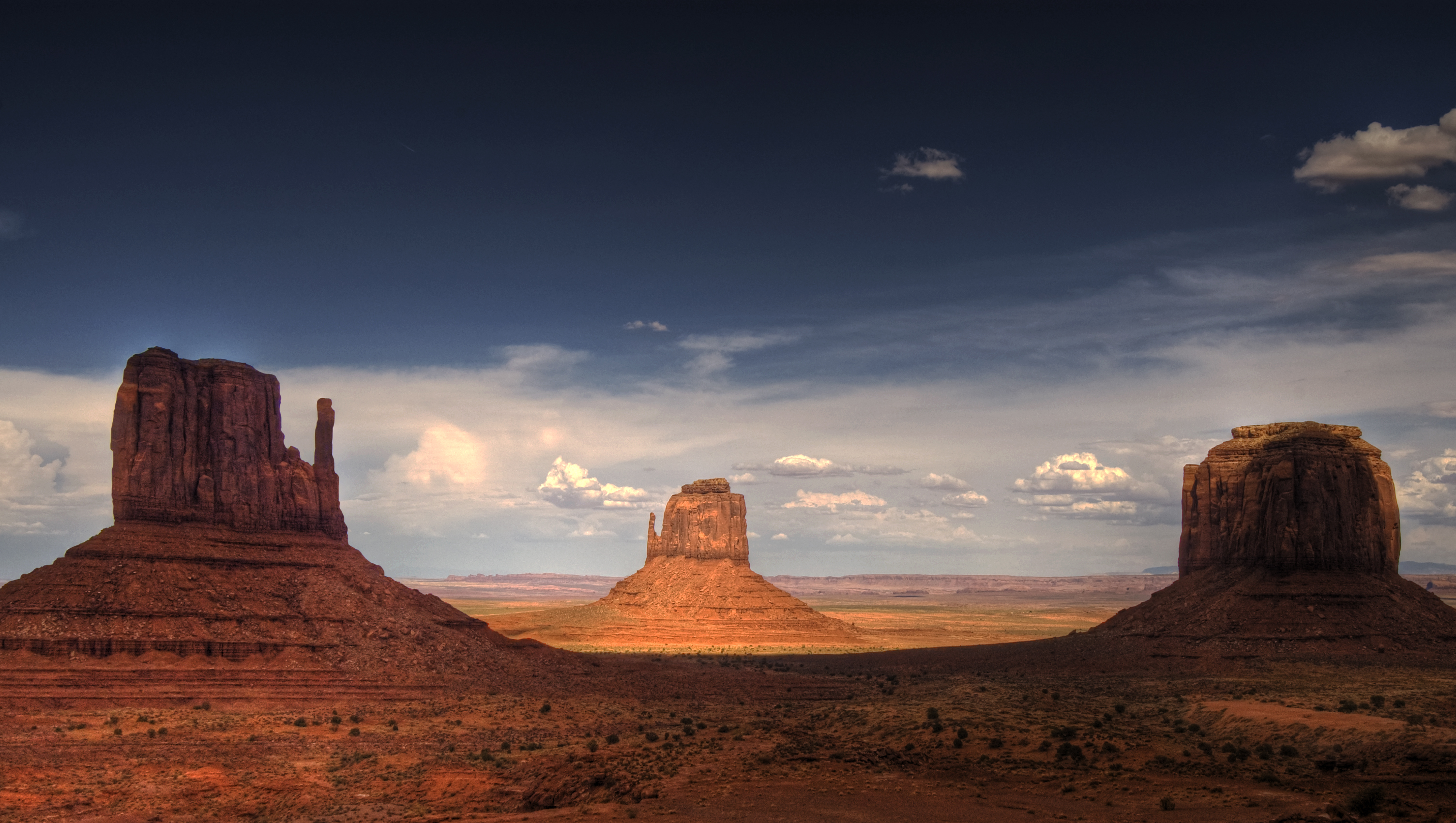
I Guanti e il Merrick Butte (in primo piano a destra) formano un triangolo nella Monument Valley.